# Buck (nome)
Buck  è un nome proprio di persona inglese maschile.

## Origine e diffusione

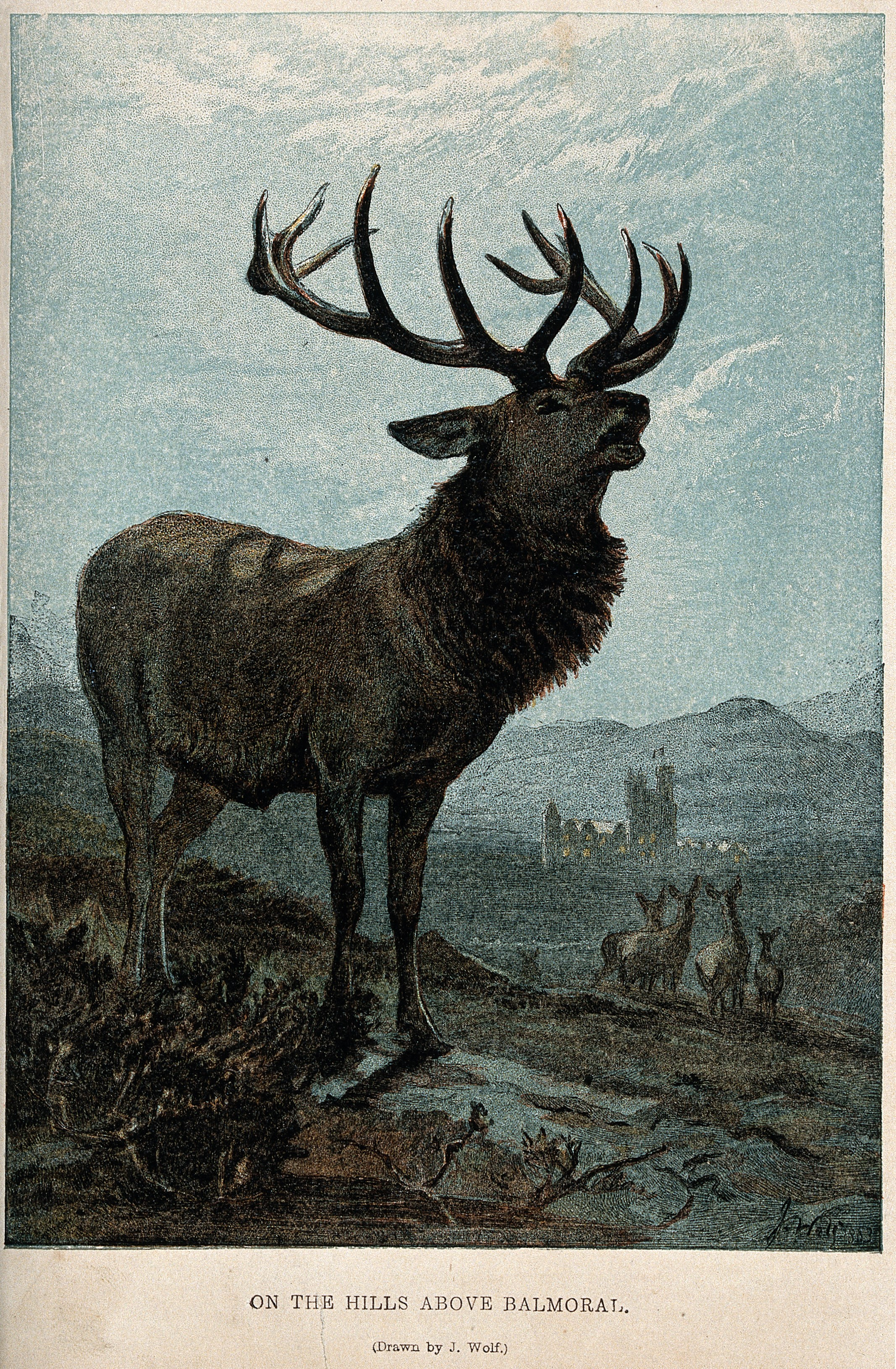
Un'illustrazione di un cervo reale

Riprende il termine inglese buck, indicante il maschio del cervo, ed è quindi analogo per semantica al nome Hjörtur; etimologicamente proviene dall'inglese antico bucca ("maschio di capra"). 
Nato nel XVIII secolo come soprannome per indicare un giovane uomo vivace, è stato adottato come nome a partire dal XIX secolo. In alcuni casi, può anche rappresentare un ipocoristico del nome scozzese Buchanan.

## Onomastico
Il nome è adespota, ovverosia non esistono santi che lo portino; l'onomastico può essere festeggiato il 1º novembre, in occasione di Ognissanti.

## Persone
- Buck Angel, pornoattore statunitense
- Buck Buchanan, giocatore di football americano statunitense
- Buck Clayton, trombettista e musicista statunitense
- Buck Dharma, chitarrista statunitense
- Buck Henry, attore, sceneggiatore e regista statunitense
- Buck Jones, attore statunitense
- Buck Owens, cantautore statunitense
- Buck Sanders, compositore statunitense
- Buck Williams, cestista e allenatore di pallacanestro statunitense

## Il nome nelle arti
- Buck James è il protagonista dell'omonima serie televisiva statunitense.
- Buck Rogers è un personaggio apparso in diverse storie di genere science fiction a cavallo del 1900.